# Carlos Sánchez Moreno
Carlos Alberto Sánchez Moreno (født 6. februar 1986 i Quibdó, Colombia), er en colombiansk fodboldspiller (defensiv midtbane), der spiller for Fiorentina i den italienske Serie A.

## Klubkarriere
Efter at have spillet de første år af sin karriere hos uruguayanske River Plate Montevideo skiftede Sánchez i 2007 til Valenciennes i Frankrig.Her spillede han de følgende seks år og nåede næsten 200 ligakampe for klubben. Efter et kort ophold i Spanien hos Elche blev han i sommeren 2014 købt af Aston Villa i England.
Efter to år og 48 Premier League-kampe for Aston Villa blev Sánchez i sommeren 2016 solgt til Fiorentina i Italien.

## Landshold
Sánchez debuterede for det colombianske landshold 9. maj 2007 i en venskabskamp mod Panama, og har siden spillet 84 kampe for holdet (pr. juni 2018). Han repræsenterede sit land ved både VM 2014 i Brasilien og VM 2018 i Rusland.